# Put Your Hands Up (If You Feel Love)
Put Your Hands Up (If You Feel Love) – piosenka australijskiej piosenkarki Kylie Minogue. Piosenka pochodzi z płyty Aphrodite z 2010 roku.

## Lista utworów
Digital EP 1
1. "Put Your Hands Up (If You Feel Love)" – 3:38
2. "Put Your Hands Up (If You Feel Love)" (Pete Hammond Remix) – 7:54
3. "Put Your Hands Up (If You Feel Love)" (Basto's Major Mayhem Edit) – 3:00
4. "Put Your Hands Up (If You Feel Love)" (Live from Aphrodite/Les Folies) – 3:49
5. "Silence" – 3:42

Digital EP 2 / CD single
1. "Put Your Hands Up (If You Feel Love)" – 3:38
2. "Put Your Hands Up (If You Feel Love)" (Pete Hammond Remix Radio Edit) – 3:35
3. "Put Your Hands Up (If You Feel Love)" (Pete Hammond Remix) – 7:55
4. "Cupid Boy" (Live from London) – 5:34
5. "Cupid Boy" (Stereogamous Vocal Mix) – 6:59

The Remixes digital EP
1. "Put Your Hands Up (If You Feel Love)" (Nervo Hands Up Extended Club Mix) – 6:57
2. "Put Your Hands Up (If You Feel Love)" (Basto's Major Mayhem Mix) – 5:22
3. "Put Your Hands Up (If You Feel Love)" (Basto's Major Mayhem Dub) – 5:50
4. "Put Your Hands Up (If You Feel Love)" (Bimbo Jones Remix) – 6:02
5. "Put Your Hands Up (If You Feel Love)" (Pete Hammond Remix Edit) – 4:37